# شحاتة صيام
شحاتة صيام كاتب ومترحم وأستاذ جامعي مصري تخرج في قسم العلوم الاجتماعية بكلية الخدمة الاجتماعية، ثم حصل على درجة الماجستير من كلية الآداب بجامعة عين شمس عام 1984 عن أطروحة له بعنوان «نمط الإدارة العليا للتصنيع في مصر في الفترة ما بين عامي (1952 - 1980) - دراسة تتبعية لنمطي الثقة والخبرة»، ثم حصل على درجة الدكتوراه من جامعة عين شمس عام 1989 عن أطروحة له بعنوان «الصناعة والبناء الطبقي في مصر في الفترة ما بين عامي (1930 - 1980) - بحث بنائي تاريخي».

## مسيرته المهنية
عُين شحاتة صيام عقب تخرجه من الجامعة معيداً بكلية الخدمة الاجتماعية بجامعة عين شمس، وتدرج في المناصب الأكاديمية فكان مدرساً مساعداً في الفترة ما بين عامي 1985 و1990، ثم مدرساً بدءاً من عام 1990 وحتى عام 1996، ثم أصبح أستاذاً مساعداً بالكلية من عام 1996 وحتى عام 2002، ثم أستاذاً لعلم الاجتماع بكلية الخدمة الاجتماعية بجامعة القاهرة فرع الفيوم بدءاً من ديسمبر عام 2002.
شارك الدكتور شحاتة صيام للعمل في المسح الاجتماعي المصري الشامل الذي أجراه المركز القومي للبحوث الاجتماعية والجنائية بالقاهرة، والذي أطلق عليه اسم «جنة التدرج الاجتماعي»، وشارك عام 1991 في بحث أجراه المركز القومي للبحوث الاجتماعية والجنائية حول مستقبل القرية المصرية، كما شارك في بحث أُجري تحت إشراف أكاديمية البحث العلمي المصرية عام 1992 حول «الإنسان العشوائي».
انتدب الدكتور شحاتة صيام لتدريس مادة الأنثروبولوجيا بكلية الخدمة الاجتماعية بجامعة حلوان في العام الجامعي 1990/1991، كما انتدب لتدريس مادة عم الاجتماع بالمعهد العالي للخدمة الاجتماعية بجامعة القاهرة في العام الجامعي 1990/1991، وانتدب لتدريس مادتي مجتمعات العالم الثالث وعلم الاجتماع التطبيقي لطلبة الدراسات العليا بكلية الآداب بجامعة القاهرة، إلى جانب تدريس مادتي النصوص الاجنبية والعلوم الاجتماعية لطلبة الدراسات العليا بكلية الخدمة الاجتماعية. عمل الدكتور شحاتة صيام أيضاً كأستاذ زائر بجامعة الإمارات العربية المتحدة خلال العام الجامعي 1995/1996، وانتدب لتدريس مادة مبادئ علم الاجتماع لطلاب كلية السياحة والفنادق بجامعة القاهرة فرع الفيوم خلال الفصل الدراسي الأول من عام 1996، ثم أعارته الجامعة للعمل بجامعة الملك خالد بالمملكة العربية السعودية في الفترة ما بين عامي 1999 و2003، ثم عمل أستاذاً بمعهد الإدارة العامة بالرياض خلال العام الجامعي 2005/2006.
شغل الدكتور شحاتة صيام عدداً من المناصب الأكاديمية والعلمية حيث أختير كعضو بمجلس إدارة مجلس بحوث الخدمة الاجتماعية والتنمية التابع لجامعة القاهرة في الفترة ما بين عامي 1996 و1999، وعُين نائباً لرئيس جمعية تنمية الأسرة والبحوث التابع لمحافظة الفيوم حتي عام 1999، ثم أصبح رئيساً لقسم العلوم الاجتماعية بكلية الخدمة الاجتماعية بجامعة القاهرة فرع الفيوم في عام 2006، وفي عام 2008 عُيّن وكيلاً لشئون خدمة المجتمع وتنمية البيئة بكلية الخدمة الاجتماعية بجامعة الفيوم، ثم عُيّن في عام 2010 وكيلاً لكلية الآداب لشئون التعليم والطلاب بجامعة الفيوم، ويرأس حالياً مجلس إدارة جمعية المصريون لتنمية المجتمع والبيئة والتعليم.

### مؤتمرات
شارك الدكتور شحاتة صيام في عدد من المؤتمرات والندوات التي عُقدت داخل مصر وخارجها، ومن أهمها:
- المؤتمر السنوي الحادي عشر لكلية الخدمة الاجتماعية بجامعة القاهرة فرع الفيوم، والذي أُقيم في مايو من عام 2000، وشارك فيه بورقة بحثية بعنوان «غياب النظرة الاجتماعية في بحوث الخدمة الاجتماعية».
- المؤتمر العلمي الخامس لكلية الخدمة الاجتماعية بجامعة القاهرة فرع الفيوم، والذي عٌقد في عام 1992، وشارك فيه بورقة بحثية بعنوان «صور الحياة الاجتماعية في مدينة مصرية - الفيوم نموذجا».
- المؤتمر العلمي الثالث للخدمة الاجتماعية، والذي أقيم بجامعة حلوان عام 1998، وشارك فيه بورقة بحثية بعنوان «التبعية الثقافية وتشكيل العقل في مصر - دراسة في آليات الاستشراق والغزو».
- المؤتمر السنوي السابع عشر لكلية الخدمة الاجتماعية بجامعة الفيوم، وشارك فيه بورقة عمل بعنوان «المرأة والابداع والحب».

## أعماله ومؤلفاته
ألف الدكتور شحاتة صيام العديد من المؤلفات في علم الاجتماع، وفيما يلي بعضا من أهم أعماله المؤلفة:

### المؤلفات
- التصنيع والبناء الطبقي في مصر (1930 - 1980) تحليل بنائي تاريخي: صدر عام 1991 عن مؤسسة دار المعارف للطباعة والنشر والتوزيع بالقاهرة.[1]
- العنف والخطاب الدينى في مصر - الفكر والممارسة: صدر عام 1992 عن دار النصر للنشر والتوزيع بالقاهرة.[2]
- الدين الشعبي في مصر - نقد العقل المتحايل: صدر عام 1995 عن دار رامتان للنشر والتوزيع بالقاهرة.[3][4]
- الدولة وإعادة إنتاج الفقر: صدر عام 1995 عن دار رامتان للنشر والتوزيع بالقاهرة.[5]
- التحضر الرث والتطور الرث: صدر عام 1997 عن الدار المصرية العربية للطباعة والنشر والتوزيع بالقاهرة.[6]
- علم الاجتماع وتأسيس النظرية الاجتماعية: صدر عام 2004 عن دار مصر العربية للإعلام والنشر والتوزيع بالقاهرة.[7]
- علم اجتماع الخدمة الاجتماعية: صدر عام 2004 عن الدار المصرية العربية للطباعة والنشر والتوزيع بالقاهرة.[8]
- علم اجتماع المعرفة وصراع التأويلات من العقلانية إلى إحياء الذات: صدر عام 2005 عن دار ميريت للطباعة والنشر والتوزيع بالقاهرة.[9]
- السحر والمسكوت عنه: صدر عام 2005.[10]
- ما بعد الليبرالية - بنية العقل الرأسمالي في مصر: صدر عام 2005.[11]
- القهر والحيلة - أنماط المقاومة السلبية في الحياة اليومية: صدر عام 2005.[12]
- النظرية الإجتماعية (من المرحلة الكلاسيكية إلى ما بعد الحداثة): صدر عام 2008 عن الدار المصرية العربية للطباعة والنشر والتوزيع بالقاهرة.[13]
- السحر وأزمة العقل - الفكر والممارسة: صدر عام 2008 عن الدار المصرية العربية للطباعة والنشر والتوزيع بالقاهرة.[14]
- الحريم الصوفي وتأنيث الدين
- الطهر والكرامات - قداسة الأولياء: صدر عام 2011 عن دار روافد للنشر والتوزيع بالقاهرة.[15]
- ثقافة الإحتجاج - من الصمت إلى العصيان: صدر عام 2012 عن الهيئة المصرية العامة للكتاب بالقاهرة.[16]
- الفرعون والصراع الطبقي من الدولة القائدة إلى الدولة التابعة
- العسكريون والثورة المنقوصة - من القيادة إلى الإقالة: صدر عام 2014 عن دار روافد للنشر والتوزيع بالقاهرة.[17]
- علم الاجتماع المفتوح (أطروحات ما بعد الحداثة): صدر عام 2015 عن دار روافد للنشر والتوزيع بالقاهرة.[18]
- وهم الولاية: صدر عام 2017 عن دار رؤية للنشر والتوزيع بالقاهرة.
- العشق المحرم (الجسد والسحر): صدر عام 2017 عن دار «رؤية»، للنشر والتوزيع بالقاهرة، ويقع الكتاب في 245 صفحة.[19]
- الحريم الصوفي وتأنيث الدين- ضلالات حجاج الأضرحة
- المسارات النظرية في الخدمة الإجتماعية
- علم اجتماع العولمة
- الولي والمقدس
- اتجاهات نظرية معاصرة في علم الاجتماع
- سوسيولوجيا ما بعد الحداثة (النهايات المفتوحة)

### الدراسات والأبحاث
- التحولات الاجتماعية والاقتصادية التي طرأت على الحضر المصري مع التركيز على الطبقة الوسطى وفقراء المدن: بحث أجراه الدكتور شحاتة صيام ضمن أعمال لجنة التدرج الاجتماعي خلال المسح الاجتماعي للمجتمع المصري الذي أجراه المركز القومي للبحوث الاجتماعية والجنائية بالقاهرة.
- العسكريون وبيروقراطية الدولة في مصر (1952 - 1970): دراسة نُشرت في في ستمبر 1990 بمجلة المنار بالقاهرة.
- العلاقات غير المتكافئة بين القرية والمدينة: دراسة نُشرت في يناير 1992 في العدد الثالث من مجلة المعهد العالي للخدمة الاجتماعية بالقاهرة.
- من النفط إلى القحط (دراسة ميدانية للآثار الاجتماعية للهجرة العائدة): دراسة ميدانية أجريت ضمن مجموعة دراسات في علم الاجتماع الاقتصادي والتنمية الاجتماعية تحت إشراف الدكتور محمد الجوهري، ونشرت عام 1991 عن دار المعرفة الجامعية بالإسكندرية.
- مستقبل التعليم في الريف المصري: دراسة أجريت عام 1995 بالتعاون مع المركز القومي للبحوث الاجتماعية والجنائية بالقاهرة.
- الشباب والهوية الثقافية: دراسة أجريت بالتعاون مع جامعة الأزهر، ونُشرت عام 2001 بمجلة التربية.
- التصنيع في المجتمع السعودي - منطقة عسير نموذجا: دراسة نُشرت عام 2001 بمجلة الشرق الاوسط السعودية.
- الطبقة الوسطى في زمن العولمة: دراسة أجريت بالتعاون مع جامعة الأزهر، ونُشرت عام 2002 بمجلة التربية.
- النكوص الحضارى وأزمة النخبة: ملف شارك فيه مع كل من الدكتور عصمت نصار، والدكتور غيضان السيد على، والدكتور أحمد عبد العزيز دراج، والدكتور حمدى بشير، والدكتور مصطفى النشار، والدكتور أيمن عبد المجيد عثمان، والدكتور أشرف صالح محمد، وأيمن محمد رجب على، ومجدى عبد الهادى، ونُشر في يناير 2017 على صفحات مجلة الثقافة الجديدة التي تصدرها الهيئة المصرية العامة لقصور الثقافة، ويرأس تحريرها الشاعر سمير درويش.[20]